# 卡特中心
卡特中心（英語：The Carter Center）位于美国喬治亞州亚特兰大，1982年由前美国总统吉米·卡特和前美国第一夫人罗莎琳·卡特建立的非營利性组织，主要致力于改善逾65个国家人民的生活品质。
2002年，吉米·卡特因其通过卡特中心“寻找和平解决国际冲突的方案、推进民主和人权、促进经济和社会发展”的相关工作而获得诺贝尔和平奖。
2007年，卡特撰写了自传《白宫之外：谋求和平、抗争疾病、建立希望》（Beyond the White House: Waging Peace, Fighting Disease, Building Hope），详细记载了卡特中心成立头25年的事情。

## 和平计划

### 监督选举
卡特中心进行了严格的选举监督，自1989年以来，在39个国家派出观察员小组监督101次选举的合法性。

## 协助中国村级选举
1988年，中华人民共和国政府批准了村级直接选举，以帮助维护经济改革背景下的社会和政治秩序。1998年，应中华人民共和国外交部的邀请，卡特中心启动了一个联合项目，以规范中国村级选举程序，并协助培训选举官员和当选的人大代表。
2002年，卡特中心中国选举项目与中国人民大学比较国际政治经济研究所联合创建《中国选举与治理网》。2011年，卡特中心决定专注于推进美中关系，自2015年起推动非美中（非洲、美国、中华人民共和国）大合作。